# Шынаанский сумон
Шынаанский сумон — административно-территориальная единица (сумон) и муниципальное образование со статусом сельского поселения в Тере-Хольском кожууне Тывы Российской Федерации.
Административный центр и единственный населённый пункт сумона — село Кунгуртуг.

## Население
| 2017 | 2018  |
| ---- | ----- |
| 1474 | ↗1505 |